# Ацерба
Ацерба (срещан в превод още и като Акербант, Ахерб или Сихей, на латински: Acerbas; на гръцки: Sychaios) е легендарен образ от античната митология.
Убит е от брата на Дидона и негов внук Пигмалион, т.е. тук е преплетена около основаването на Картаген и нишката на отцеубийството.
Според Вергилий, Ацерба е най-богатият от финикийците, което било причината да се ожени за внучката си, т.е. богатството да не излиза от фамилията, заради и което е убит от Пигмалион на олтара на храма на Мелкарт.